# Nationalratswahlkreis Luzern-Südwest
Der Nationalratswahlkreis Luzern-Südwest war ein Wahlkreis bei Wahlen in den Schweizer Nationalrat. Er bestand von 1872 bis 1890 und umfasste den südwestlichen Teil des Kantons Luzern.

## Wahlverfahren
Hierbei handelte es sich um einen Einerwahlkreis. Dies bedeutet, dass nur 1 Sitz zu vergeben war und das reine Majorzwahlrecht zur Anwendung gelangte. Jeder Wähler hatte eine Stimme.

## Bezeichnung
Luzern-Südwest ist eine inoffizielle geographische Bezeichnung. Im amtlichen Gebrauch üblich war eine über die gesamte Schweiz angewendete fortlaufende Nummerierung, geordnet nach der Reihenfolge der Kantone in der schweizerischen Bundesverfassung. Aufgrund der wechselnden Anzahl im Laufe der Jahre erhielten manche Wahlkreise mehrmals eine neue Nummer. Luzern-Südwest trug ab 1872 die Nummer 12.

## Ausdehnung

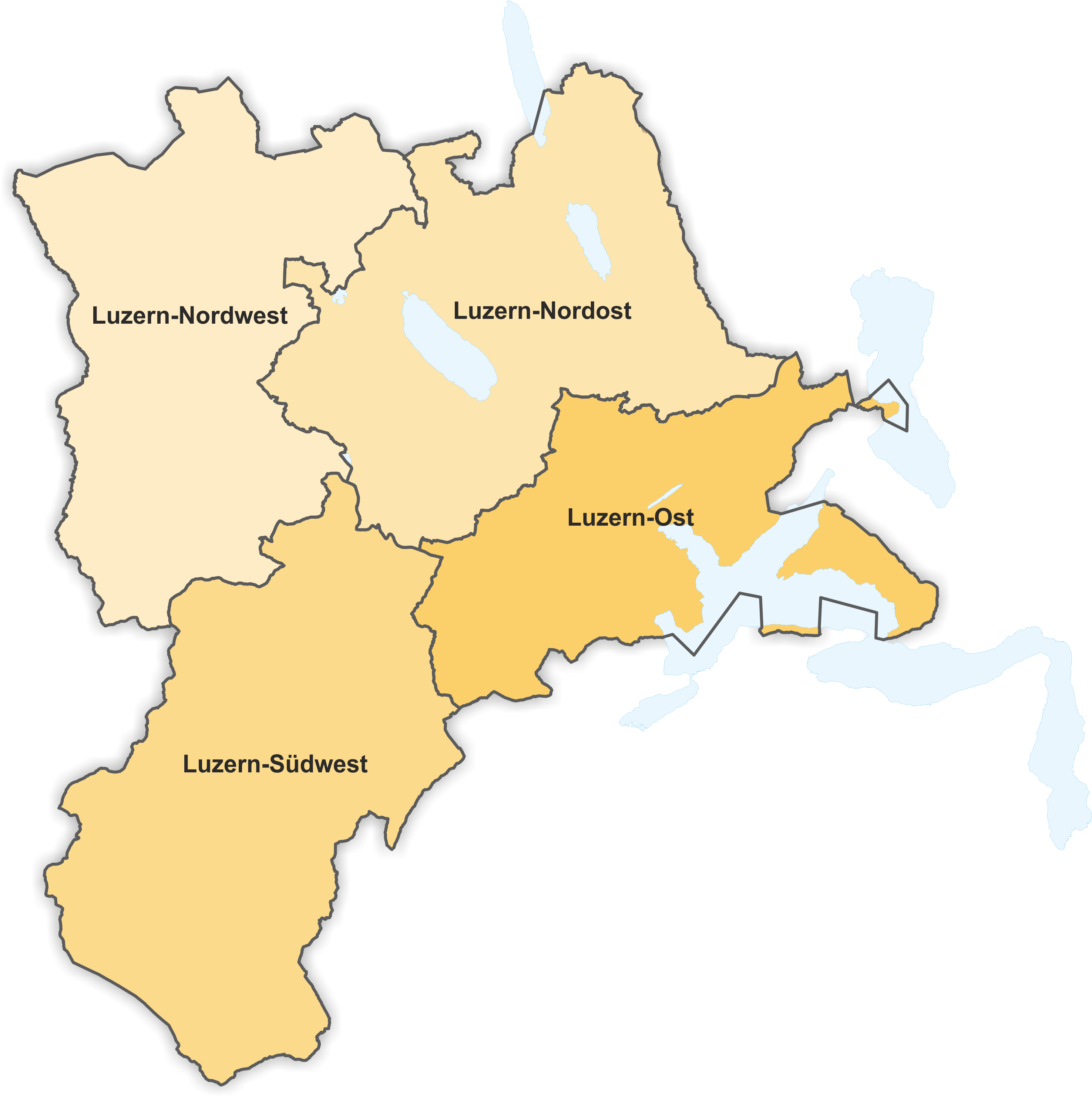
Wahlkreise Kanton Luzern 1872–1890

Das Gebiet des Wahlkreises wurde gemäss dem «Bundesgesetz betreffend die eidgenössischen Wahlen und Abstimmungen» vom 19. Juli 1872 festgelegt. Er umfasste:
- das Amt Entlebuch
- im Amt Sursee die Gemeinden Werthenstein und Wolhusen

1890 wurden die Wahlkreise Luzern-Südwest und Luzern-Nordwest zum neuen Wahlkreis Luzern-West zusammengelegt.

## Nationalräte
- G = Gesamterneuerungswahl
- E = Ersatzwahl bei Vakanzen

| Datum      | Wahl | Gewählte | Gewählte    | Partei |
| ---------- | ---- | -------- | ----------- | ------ |
| 27.10.1872 | G    |          | Josef Zemp  | KK     |
|            |      |          |             |        |
| 31.10.1875 | G    |          | Josef Zemp  | KK     |
|            |      |          |             |        |
| 22.10.1876 | E    |          | Alois Räber | KK     |
|            |      |          |             |        |
| 27.10.1878 | G    |          | Alois Räber | KK     |
|            |      |          |             |        |
| 30.10.1881 | G    |          | Josef Zemp  | KK     |
|            |      |          |             |        |
| 26.10.1884 | G    |          | Josef Zemp  | KK     |
|            |      |          |             |        |
| 30.10.1887 | G    |          | Josef Zemp  | KK     |

## Quelle
- Erich Gruner: Die Wahlen in den Schweizerischen Nationalrat 1848–1919. Band 3. Francke Verlag, Bern 1978, ISBN 3-7720-1445-3.